# Jorge Luis Moreno Pieiga
Jorge Luis Moreno Pieiga (Gijón, 12 de diciembre de 1973) es un dramaturgo, director de escena, actor, guionista y productor español.

## Trayectoria
Licenciado en Geografía e Historia por la Universidad de Oviedo (Asturias), participa desde 1994, como actor y director, en numerosos espectáculos, obteniendo premios en certámenes de Asturias, Andalucía, Extremadura, Murcia, La Rioja, la Comunidad Valenciana, Cantabria y Cataluña. En su faceta como dramaturgo ha llevado a escena numerosas creaciones: La maté porque era tuya (1999), Ensayo Generalísimo (1999), El guante de Gilda (2001), Croissant (2003), Harpías (2005), Happy birthday, miss Monroe (2006), Alizia 21 (2007), Asturiestein (2009), F-23 (2010), García y Lorca (2010), El pequeño Peste: historia pestilente de un gato apestoso (2011), Teatromaquia (2013), Sobremesa occidental (2018), Marcel (2021), etc. Ha sido galardonado con el Premio Asturias Joven 2004 de Textos Teatrales por su pieza Performance, con el XXII Premio Carlos Arniches 2006 por la obra Happy birthday, miss Monroe, con el III Concurs de Dramatúrgia La Jarra Azul 2011 por Twister, con el IV Premio Jesus Domínguez 2013 por la tragicomedia Garrulos y algunas de sus comedias se representan con cierta regularidad en circuitos iberoamericanos.

## Dramaturgo
- Rosa con vela (2024).[2]
- La chica de la sala 4 (2023).
- Chocolate belga (2022).
- Isabel, segunda (2022).
- ¡Me duele la tripa! (2022).[3]
- Tan noble reina como eres (2021).[4]
- Clasicorros (2021).[5]
- Álex, el Magno (2021).[6]
- Marcel (2021).[7]
- Si tú me dices web (2019).
- Sobremesa occidental (2018).[8]
- Breve epílogo de un hombre abandonado -con Cristina Pérez- (2018) - (Dir.: Cristina Pérez).
- Tribulaciones del diestro Jorge Moreno `Morenito´ luego de aceptar un clavel arrojado desde el tendido nueve por una supuesta desconocida (2016).[9]
- Si los ángeles disparan (2014) - (Dir.: Iván Ugalde).
- Teatromaquia (2013).[10][11][12]
- El pequeño Peste: historia pestilente de un gato apestoso (2011).
- García y Lorca (2010).
- F-23 (2010).[13][14] - Premio Oh! 2011.
- Performance (2009) - Premio Asturias Joven 2004 - (Dir.: Alberto Iglesias).
- En clave de febrero (2009).
- Asturiestein (2009).[15][16][17] - Premio Oh! 2010.
- Alizia 21 (2007) - Premio Teatro Jovellanos 2006.
- Happy birthday, miss Monroe (2006) - Premio Carlos Arniches 2006.
- Harpías (2005).
- Sesfebú: el musical (2004).
- La iguana sobre el tejado llamado deseo (2004) - (Dir.: Laura Iglesia).
- Croissant (2003).
- El guante de Gilda (2001).
- Ensayo Generalísimo (1999).
- La maté porque era tuya (1999).

## Director de escena
- Malcolm X: a portrait, ópera de Alexis Soriano (2025).
- Crónicas de Nueva York, de Ricardo Llorca (2025).
- Rosa con vela (2024).[18]
- La chica de la sala 4 (2023).
- Chocolate belga (2022).
- Isabel, segunda (2022).
- ¡Me duele la tripa! (2022).
- Tan noble reina como eres (2021).[19]
- Whitechapel -junto a Sonia Vázquez-, de Saúl Fernández (2021).[20]
- Clasicorros (2021).
- Marcel (2021)[21]- Premio Festival Internacional de Teatro de Bolsillo 2022.
- La senda que deja el aire, de Cristina Pérez (2021).[22]
- J´attendrai, de José Ramón Fernández (2019).
- Si tú me dices web (2019).
- Sobremesa occidental (2018).
- Tribulaciones del diestro Jorge Moreno `Morenito´ luego de aceptar un clavel arrojado desde el tendido nueve por una supuesta desconocida (2016).[23]
- Teatromaquia (2013).
- El pequeño Peste: historia pestilente de un gato apestoso (2011).
- García y Lorca (2010).
- F-23 (2010).[24]
- En clave de febrero (2009).
- Asturiestein (2009).
- Alizia 21 - (2007) - Premio Villa de Burguillos 2008[25][26][27], Seleccionada para representar a Asturias en la Muestra de Teatro de las Autonomías 2010.
- Happy birthday, miss Monroe (2006) - Premio Teatro Abierto 2007.[28]
- Harpías (2005) - Premio Villa de Burguillos 2005, Premio Torrejoncillo 2005, Premio La Palma 2006, Premio Teatro Abierto 2006, Seleccionada para representar a Asturias en la Muestra de Teatro de las Autonomías 2007.[29]
- Gala de los Premios Asturias de las Artes Escénicas (2004).
- Sesfebú: el musical (2004).
- Croissant (2003).[30]
- El guante de Gilda (2001).
- Ensayo Generalísimo (1999).
- La maté porque era tuya (1999).

## Actor
- Prepárame un Nesquik, de Cristina Pérez (2022).[31]
- Whitechapel, de Saúl Fernández (2021).[32]
- Clasicorros (2021).
- Marcel (2021).
- Si tú me dices web (2019).
- Sobremesa occidental (2018).
- Breve epílogo de un hombre abandonado (2018) - Premio Oh! 2019.
- Genocidio en el arrozal de Birmania (2017), de VV. AA.[33]
- Iván el Terrible (2017), de Serguéi Prokófiev.
- Como ceniza blanca sobre una hoguera (2017), de Néstor Villazón.
- Espectros (Hamlet) (2016), de William Shakespeare.
- Tribulaciones del diestro Jorge Moreno `Morenito´ luego de aceptar un clavel arrojado desde el tendido nueve por una supuesta desconocida (2016).[34]
- La musa de Dante (2016), de Cristina Pérez.
- Carreño de Miranda (2015), de José Rico.
- Juana o el demonio de la curiosidad (2014), de Marga Llano.
- Averno (2013), de Cristina Pérez.
- Teatromaquia (2013).
- Locos de amor (2013), de Sam Shepard.
- Fúbol-in (2012), de VV. AA.
- Low cost (2011), de Maxi Rodríguez  - Premio Oh! 2012.[35]
- De locos, payasos y poetas (2011), de Javier Tomeo.
- Flipa2 (2011), de José Rico.
- Garraime que lu mato o la loca historia de Asturias (2011), de VV. AA.
- Atlántida (2010), de Cristina E. Pérez.
- B-52 (2010), de Santiago Alba Rico.
- F-23 (2010).
- Fin de partida (2009), de Samuel Beckett.
- Planeta Joselín (2009), de Marga Llano.
- Performance (2009).
- Las grosellas (2009), de Roberto Corte (sobre un cuento de Antón Chéjov).
- En clave de febrero (2009).
- Asturiestein (2009).
- Juan, el buscador de tesoros (2008), de José Rico.
- Cartas de amor a Stalin (2008), de Juan Mayorga - Premio Oh![36] 2010.
- La cita (2008), de Cristina E. Pérez.
- Ascensión (el eclipse) (2007), de Roberto Corte.
- Alizia 21 (2007).
- Travesía sobre nieve de Bagdad (2006), de Roberto Corte.
- Happy birthday, miss Monroe (2006).
- King Richard (2006), de William Shakespeare.
- Revuelta n´Asturies (2006), de Albert Camus.
- Harpías (2005) - Premio Villa de Burguillos 2005, Premio Torrejoncillo 2005, Premio Santander 2016 2009.
- Shower Power ¡A la ducha! (2005), de Laura Iglesia.
- Sesfebú: el musical (2004).
- Hasta que la boda nos separe (2004), de Roberto Lumbreras.
- Con urgencia. Medicina sobre ruedas (2003), de Laura Iglesia.
- Croissant (2003).
- El desván de las horas muertas (2002), de Laura Iglesia.
- Historia del soldado (2002), de Charles Ferdinand Ramuz e Ígor Stravinsky.
- El guante de Gilda (2001).
- Entarimados (2001), de VV. AA.
- La canción del olvido (2001), de Federico Romero Sarachaga, Guillermo Fernández-Shaw Iturralde y José Serrano.
- La bruja (2001), de Miguel Ramos Carrión, Vital Aza y Ruperto Chapí.
- Don Manolito (2001), de Luis Fernández de Sevilla, Anselmo C. Carreño y Pablo Sorozábal.
- La calesera (2000), de Emilio González del Castillo, I. Martínez Román y F. Alonso.
- Luisa Fernanda (2000), de F. Romero, Guillermo Fernández-Shaw Iturralde y Federico Moreno Torroba.
- El asombro de Damasco (2000), de Antonio Paso y Cano, Joaquín Abati, E. García Álvarez y Pablo Luna.
- Katiuska (2000), de Emilio G. del Castillo, Manuel Martí y Pablo Sorozábal.
- Ensayo Generalísimo (1999).
- La tabernera del puerto (1999), de Federico Romero Sarachaga, Guillermo Fernández-Shaw Iturralde y Pablo Sorozábal.
- La maté porque era tuya (1999).
- El caserío (1998), de Federico Romero Sarachaga, Guillermo Fernández-Shaw Iturralde y Jesús Guridi.
- El dúo de la africana (1998), Miguel Echegaray y Manuel Fernández Caballero.
- La rosa del azafrán (1998), de Federico Romero Sarachaga, Guillermo Fernández-Shaw Iturralde y Jacinto Guerrero.

## Productor
- Genocidio en el arrozal de Birmania (2017), de VV. AA. (Dir.: Manu Lobo).
- A las seis en la esquina del boulevard (2008), de Enrique Jardiel Poncela (Dir.: Gemma de Luis).

## Premios y menciones
- Ganador  Certamen de Teatro Mínimo Rafael Guerrero - Cádiz (2022) por La magdalena de Proust... y el síndrome postvacacional.
- Mención Especial Mejor Trabajo Interpretativo Masculino: Festival Internacional de Teatro de Bolsillo - Tenerife (2022) por Marcel.
- Premio Categoría de Poesía: Concurso Literario y de Ilustración Sismo Trapisonda - Argentina (2021) por Superiores cumbres.
- Premio Mejor Intérprete Masculino: Premios Oh! - Asturias (2019) por Breve epílogo de un hombre abandonado.
- Nominado Mejor Autoría o Coreografía (junto a Marga Llano): Premios Oh! - Asturias (2019) por Genocidio en el arrozal de Birmania.
- Nominado Mejor Autoría o Coreografía (junto a Cristina Pérez): Premios Oh! - Asturias (2019) por Breve epílogo de un hombre abandonado.
- Nominado Mejor Producción (junto a Marga Llano): Premios Oh! - Asturias (2019) por Genocidio en el arrozal de Birmania.
- Nominado Mejor Intérprete Masculino: Premios Oh! - Asturias (2017) por La musa de Dante.
- Nominado Mejor Autoría o Coreografía: Premios Oh! - Asturias (2017) por Tribulaciones del diestro Jorge Moreno `Morenito´ luego de aceptar un clavel arrojado desde el tendido nueve por una supuesta desconocida.
- Nominado Mejor Autor o Coreógrafo: Premios Oh! - Asturias (2014) por Teatromaquia.
- Premio de Textos Teatrales Jesús Domínguez - Huelva (2013) por Garrulos.[37][38][39][40]
- Premio Mejor Intérprete Masculino: Premios Oh! - Asturias (2012) por Low cost.
- Nominado Mejor Autor o Coreógrafo: Premios Oh! - Asturias (2012) por García y Lorca.
- Premio en el Concurs de Dramatúrgia La Jarra Azul - Barcelona (2011) por Twister.[41]
- Nominado Mejor Intérprete Masculino: Premios Oh! - Asturias (2011) por B-52.
- Premio Mejor Autor o Coreógrafo: Premios Oh! - Asturias (2011) por F-23.[42]
- Premio Mejor Intérprete Masculino: Premios Oh! - Asturias (2010) por Cartas de amor a Stalin.
- Premio Mejor Autor o Coreógrafo: Premios Oh! - Asturias (2010) por Asturiestein.
- Premio Mejor Interpretación Masculina: Festival de Teatro Independiente de Santander - Cantabria (2009) por Harpías.[43]
- Premio Mejor Dirección: Certamen de Teatro Villa de Burguillos - Sevilla (2008) por Alizia 21.
- Nominado Mejor Actor: Certamen de Teatro Villa de Burguillos - Sevilla (2008) por Alizia 21.
- Premio de Teatro Carlos Arniches (2006) por Happy birthday, miss Monroe.[44][45][46][47][48][49]
- Premio Mejor Dirección: Certamen de Comedias La Palma - Murcia (2006) por Harpías.
- Nominado Mejor Autor o Coreógrafo: Premios Asturias de las Artes Escénicas (2005) por Harpías.
- Nominado Mejor Intérprete Masculino: Premios Asturias de las Artes Escénicas (2005) por Harpías.
- Premio Mejor Dirección: Certamen Nacional de Teatro Villa de Burguillos - Sevilla (2005) por Harpías.
- Premio Mejor Interpretación Masculina: Certamen Nacional de Teatro Villa de Burguillos - Sevilla (2005) por Harpías.
- Premio Asturias Joven de Textos Teatrales (2004) por Performance.
- Nominado Mejor Director: Premios Asturias de las Artes Escénicas (2004) por Croissant.
- Nominado Mejor Intérprete Masculino: Premios Asturias de las Artes Escénicas (2004) por Hasta que la boda nos separe.
- Nominado Mejor Autor o Coreógrafo: Premios Asturias de las Artes Escénicas (2004) por Croissant.
- Nominado Mejor Director de Escena: Premios Asturias de las Artes Escénicas (2003) por Croissant.
- Nominado Mejor Autor: Premios Asturias de las Artes Escénicas (2003) por Croissant.
- Nominado Mejor Profesional Vinculado: Premios Asturias de las Artes Escénicas (2002).
- Finalista: Premio Asturias Joven de Textos Teatrales (2000) por Papá Doc.

## Premios de las Artes Escénicas asturianas
| Año  | Categoría                                            | Espectáculo                                          | Resultado |
| ---- | ---------------------------------------------------- | ---------------------------------------------------- | --------- |
| 2019 | Mejor Intérprete Masculino                           | Breve epílogo de un hombre abandonado                | Ganador   |
| 2019 | Mejor Autoría o Coreografía (junto a Marga Llano)    | Genocidio en el arrozal de Birmania                  | Nominado  |
| 2019 | Mejor Autoría o Coreografía (junto a Cristina Pérez) | Breve epílogo de un hombre abandonado                | Nominado  |
| 2019 | Mejor Producción (junto a Marga Llano)               | Genocidio en el arrozal de Birmania                  | Nominado  |
| 2017 | Mejor Intérprete Masculino                           | La musa de Dante                                     | Nominado  |
| 2017 | Mejor Autoría o Coreografía                          | Tribulaciones del diestro Jorge Moreno `Morenito´... | Nominado  |
| 2014 | Mejor Autor o Coreógrafo                             | Teatromaquia                                         | Nominado  |
| 2012 | Mejor Intérprete Masculino                           | Low cost                                             | Ganador   |
| 2012 | Mejor Autor o Coreógrafo                             | García y Lorca                                       | Nominado  |
| 2011 | Mejor Intérprete Masculino                           | B-52                                                 | Nominado  |
| 2011 | Mejor Autor o Coreógrafo                             | F-23                                                 | Ganador   |
| 2010 | Mejor Intérprete Masculino                           | Cartas de amor a Stalin                              | Ganador   |
| 2010 | Mejor Autor o Coreógrafo                             | Asturiestein                                         | Ganador   |
| 2005 | Mejor Autor o Coreógrafo                             | Harpías                                              | Nominado  |
| 2005 | Mejor Intérprete Masculino                           | Harpías                                              | Nominado  |
| 2004 | Mejor Director                                       | Croissant                                            | Nominado  |
| 2004 | Mejor Intérprete Masculino                           | Hasta que la boda nos separe                         | Nominado  |
| 2004 | Mejor Autor o Coreógrafo                             | Croissant                                            | Nominado  |
| 2003 | Mejor Director de Escena                             | Croissant                                            | Nominado  |
| 2003 | Mejor Autor                                          | Croissant                                            | Nominado  |
| 2002 | Mejor Profesional Vinculado                          |                                                      | Nominado  |

## Televisión
- Guionista y presentador en el programa Un día en la Historia - TPA (ArtGame), (2018)
- Guionista en el programa Universo Rodríguez - TPA (ArtGame), (2018)

## Filmografía como director
- Catafalco (2020).[50] - Navarra Film Challenge (Finalista).
- La peste (2020).[51] - Asturies, Cultura en Rede (Selección)

## Filmografía como actor
- El jefe enrollado, de Alberto Rodríguez de la Fuente (2017).[52]
- Le baiser/the kiss, de Isaac Bazán Escobar (2012).[53]
- La mirada circular, de Jim-Box, Iván Sainz-Pardo y Dirk Soldner (2010).
- Exit/salida, de Isaac Bazán Escobar (2009).
- Nos movemos, de César Valdés (2007).[54]
- Hasta que la muerte nos separe, de Patricia Fernández Fuente (2005).
- Una de dos, de Miguel Martínez (2005).
- Semana Negra, de Víctor Díaz (1999).

## Libros
- Twister (2012) - Premio La Jarra Azul 2011.
- Happy birthday, miss Monroe (2007) - Premio Carlos Arniches 2006.
- Performance (2005) - Premio Asturias Joven 2004.[55]
- Memorias de Ifni (1996).[56]